# Brigitte Schwaiger
Brigitte Schwaiger (* 6. April 1949 in Freistadt, Oberösterreich; † 26. Juli 2010 in Wien) war eine österreichische Schriftstellerin.

## Biografie

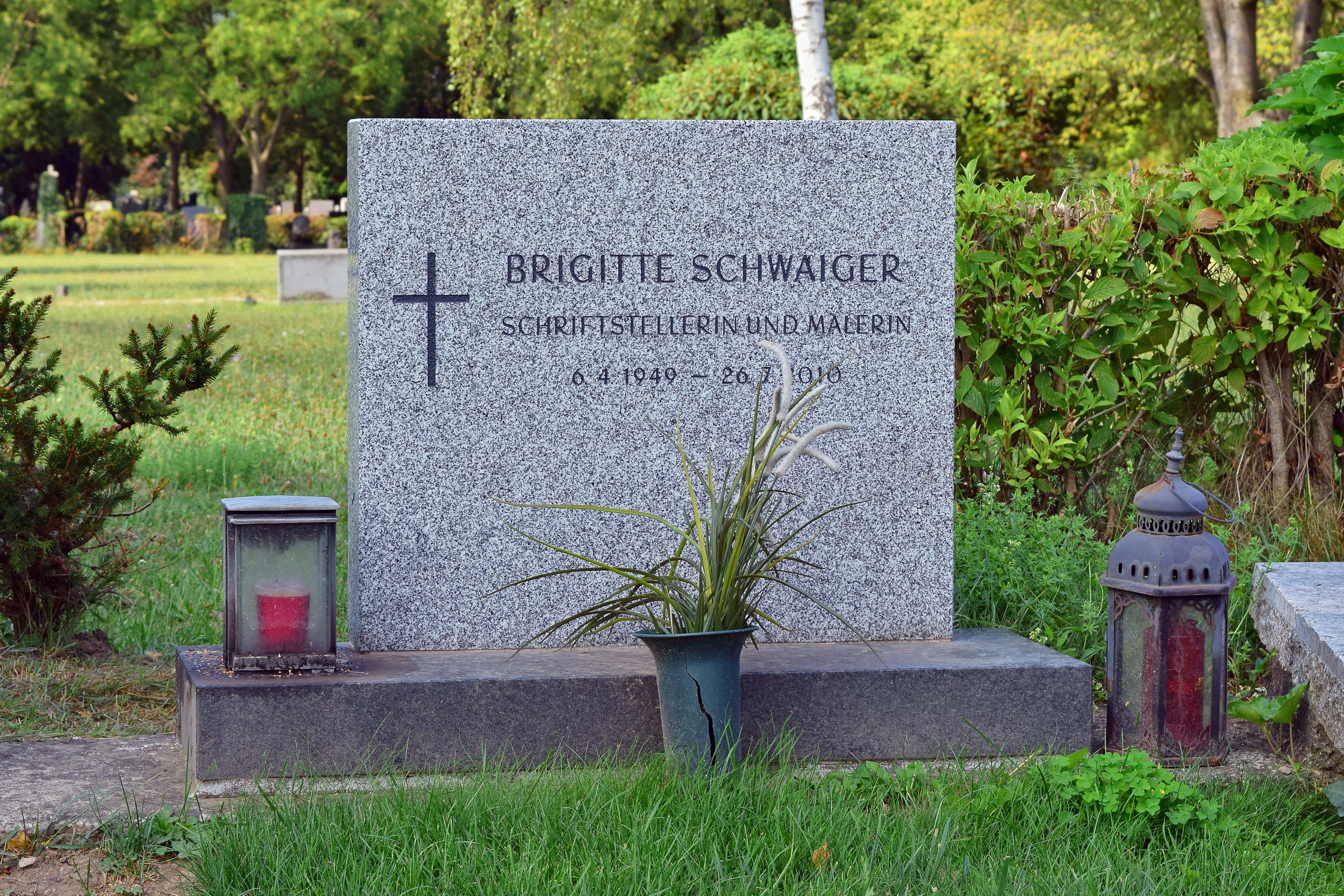
Ehrenhalber gewidmetes Grab von Brigitte Schwaiger auf dem Wiener Zentralfriedhof

Brigitte Schwaiger wurde als Tochter eines Arztes und einer ehemaligen Krankenschwester in Freistadt (Oberösterreich) geboren. Ihre Urgroßmutter, die Opernsängerin Carola Seligmann (Künstlername Angeli), kam im KZ Theresienstadt ums Leben.
Schwaiger besuchte zunächst das Gymnasium in Freistadt und legte hier 1967 die Matura ab, woraufhin sie zwei Semester Psychologie, Germanistik und Romanistik in Wien studierte. 1968 heiratete sie einen spanischen Tierarzt und Offizier, mit dem sie in Madrid und auf Mallorca lebte, wo sie Deutsch und Englisch unterrichtete und sich mit Malerei und Bildhauerei beschäftigte. Anfang der 1970er Jahre hatte sie ein Verhältnis mit dem Kabarettisten Peter Lodynski. In ihren Memoiren bezichtigte sie ihn, er hätte Drehbücher von ihr unter seinem Namen eingereicht. Außerdem soll er sie zu einer Abtreibung genötigt haben.
Nach der Scheidung vier Jahre später kehrte Schwaiger wieder nach Österreich zurück und besuchte zwischen 1972 und 1973 die Pädagogische Akademie in Linz; nebenbei trat sie als Schauspielerin in Kellertheatern auf. Später war sie als Regieassistentin beim ORF und als Sekretärin in einem Wiener Theaterverlag tätig, bevor sie ab Mitte der 70er Jahre als freiberufliche Schriftstellerin ihren Lebensunterhalt verdiente. In den späten 70er Jahren und frühen 80er Jahren zählte sie zu Österreichs prominentesten Autorinnen.
Schwaiger heiratete ein zweites Mal und wurde 1987 Mutter eines Sohnes. Nach anhaltenden psychischen Problemen ab den 90er Jahren und mehreren Aufenthalten in psychiatrischen Einrichtungen wurde Brigitte Schwaiger im Juli 2010 tot in einem Seitenarm der Donau in Wien gefunden. Es wird von einem Suizid ausgegangen; sie hatte oft vom „kürzeren Weg“ gesprochen, den sie wählen möchte.
Brigitte Schwaiger wurde in einem ehrenhalber gewidmeten Grab auf dem Wiener Zentralfriedhof (Gruppe 40, Nummer 72) bestattet.

## Literarisches Schaffen
In ihren Werken, zu welchen Prosawerke, Bühnenstücke, Hörspiele und Gedichte zu zählen sind, behandelt Brigitte Schwaiger zumeist bewährte Themenkreise. Verletzungen, Depressionen, Zwänge und seelische Krisen, resultierend aus Anpassungs-Versuchen an „gutbürgerliche“ Normen und Werte sowie aus dem Wunsch nach emotionaler Selbstverwirklichung, sind dabei häufig vorkommende Motive ihres literarischen Schaffens. Vor allem die dominanten Figuren des Vaters und des spanischen Ehemanns erhalten in vielen ihrer Werke ("Lange Abwesenheit", Wien 1980; "Der Himmel ist süß", Hamburg 1984; "Ich suchte das Leben und fand nur dich", München 2000) literarisch verschlüsselt große Aufmerksamkeit. In Brigitte Schwaigers Werken sind deutliche autobiographische Züge erkennbar. Durch die realistisch-glaubhafte Erzählweise und Darstellung entsteht so der Eindruck authentischer Erfahrungsberichte, welcher nicht zuletzt auch aufgrund der offensichtlichen Nähe von Autorin und Ich-Erzählerin verstärkt wird.
1977 landete sie mit ihrem Erstlingswerk Wie kommt das Salz ins Meer einen Bestseller, der sich allein im deutschen Sprachraum rund 500.000 Mal verkauft hat und in fünfzehn Sprachen übersetzt wurde. Der Empfindungsroman ist stark autobiografisch geprägt und erzählt in Ich-Form von der provinziellen Bürgerlichkeit ihres Elternhauses sowie der Monotonie im Ehealltag und den vergeblichen Versuchen eines Ausbruchs aus dieser Welt. 1988 wurde er in Deutschland unter der Regie von Peter Beauvais mit Nicolin Kunz und Siemen Rühaak in den Hauptrollen nach einem Drehbuch von Schwaiger für das Fernsehen verfilmt.
Mit ihren späteren Büchern konnte die Oberösterreicherin nicht mehr an den Erfolg ihres Debütromans anknüpfen. Erst Fallen lassen (2006), Schwaigers Bericht über ihre Erfahrungen in der Psychiatrie, fand wieder zustimmende Kritiken.
2021 wurde in Freistadt, Oberösterreich, eine Brigitte-Schwaiger-Gesellschaft gegründet, die sich die Sichtbarmachung und Vermittlung des literarischen Werkes von Brigitte Schwaiger zum Ziel gesetzt hat.

## Auszeichnungen
- Staatsstipendium des Bundesministeriums für Unterricht und Kunst für Literatur (1974)
- Autorenstipendium des Dramatischen Zentrums, Wien (1975)
- Kulturförderungsprämie des Landes Oberösterreich (1976)
- Kulturpreis des Landes Oberösterreich (1984)
- 2013 wurde die Radiofassung von Wie kommt das Salz ins Meer bei Ö1 zum Hörspiel des Jahres 2012 gewählt.[9][10][3]

## Werke

### Primärliteratur
- Wie kommt das Salz ins Meer. [Roman]. Zsolnay, Wien/Hamburg 1977, ISBN 3-552-02907-9; Rowohlt, Reinbek 1979, ISBN 3-499-14324-0; Czernin, Wien 2007, ISBN 978-3-7076-0226-5; als Hörbuch – gelesen von Julia von Sell: Langen Müller, München 2000, ISBN 3-7844-5028-8 (MC); 2004, ISBN 978-3-7844-4060-6. (3 CD)
- Lange Abwesenheit. [Roman]. Paul Zsolnay Verlag Wien/Hamburg 1980, ISBN 3-552-03213-4
- Mein spanisches Dorf. Zsolnay, Wien/Hamburg 1978, ISBN 3-552-03031-X; Rowohlt, Reinbek 1982, ISBN 3-499-14950-8.
- Malstunde. (mit Arnulf Rainer). Zsolnay, Wien/Hamburg 1980, ISBN 3-552-03235-5; Rowohlt, Reinbek 1984, ISBN 3-499-15361-0.
- Die Galizianerin. [Bearbeitung der Kriegserinnerungen von Eva Deutsch]. Zsolnay, Wien/Hamburg 1982, ISBN 3-552-03433-1; Rowohlt, Reinbek 1984, ISBN 3-499-15461-7; In: Die Frau in der Literatur. Ullstein Verlag, Frankfurt am Main 1993, ISBN 3-548-30322-6.
- Der Himmel ist süß. Eine Beichte. Knaus, Hamburg 1984; Rowohlt, Reinbek 1986, ISBN 3-499-15749-7; Langen Müller, München 1999, ISBN 3-548-30322-6.
- Mit einem möcht’ ich leben. [Gedichte]. Heyne Verlag, München 1987, ISBN 3-453-00126-5.
- Liebesversuche. Kleine Dramen aus dem österreichischen Alltag. Langen Müller, München 1989, ISBN 3-7844-2239-X; Rowohlt, Reinbek 1991, ISBN 3-499-12783-0; Ullstein, Frankfurt am Main/Berlin 1994, ISBN 3-548-30318-8.
- Schönes Licht. [Roman]. Langen Müller, München 1990, ISBN 3-7844-2295-0; Rowohlt, Reinbek 1992, ISBN 3-499-12983-3; Ullstein, Berlin 1997, ISBN 3-548-24016-X.
- Tränen beleben den Staub. [Roman]. Langen Müller, München 1991, ISBN 3-7844-2321-3; Rowohlt, Reinbek 1993, ISBN 3-499-13194-3.
- Der rote Faden. Langen Müller, München 1992; Rowohlt, Reinbek 1995, ISBN 3-499-13350-4.
- Der Mann fürs Leben. [Erzählungen]. Langen Müller, München 1993; Rowohlt, Reinbek 1996, ISBN 3-499-14324-0.
- Jaro heißt Frühling. Geschichten vom Fremdsein. Langen Müller, München 1994; Rowohlt, Reinbek 1997, ISBN 3-499-13614-7.
- Ein langer Urlaub. Roman. Langen Müller, München 1996, ISBN 3-7844-2579-8; BLT, Bergisch Gladbach 1999, ISBN 3-404-92013-9.
- Ich suchte das Leben und fand nur dich. [Autobiographie 1968–1971]. Langen Müller, München 2000. ISBN 3-7844-2768-5.
- Fallen lassen. Czernin, Wien 2006, ISBN 978-3-7076-0082-7. (Eine Beschreibung eigener Erfahrungen in der Psychiatrie)
- Wenn Gott tot ist. Czernin, Wien 2012, ISBN 978-3-7076-0424-5. (Memoiren)

### Rundfunk
- Murmeltiere. Österreichischer Rundfunk. 1975.
- Büroklammern. Österreichischer Rundfunk. 1978.
- Die Böck, die Kinder und die Fisch. Österreichischer Rundfunk / Süddeutscher Rundfunk. 1978.
- Nestwärme. Österreichischer Rundfunk / Norddeutscher Rundfunk / Süddeutscher Rundfunk. 1978.
- Steirerkostüm. Süddeutscher Rundfunk / Norddeutscher Rundfunk. 1978.
- Wie ein eigenes Kind. Süddeutscher Rundfunk. 1982.

### Theater
- Nestwärme. Uraufführung: Theaterkeller Linz, 2. März 1976.
- Büroklammern. Kleines Kammerspiel. Steirerkostüm. 3 Einakter. Fischer, Frankfurt am Main 1977. (Theatermanuskript)
- Liebesversuche. Uraufführung: Torturmtheater Sommerhausen, 23. November 1979.
- Malstunde. Uraufführung: Wien, 1986.
- Führer, befiehl! Uraufführung: Theater Drachengasse, Wien, 1987.

### Film
- Liebesversuche. Regie: Zoltan Pataky. ZDF. 1980.
- Kleines Kammerspiel. Dialektfassung von Kurt Gloor. Regie: Bruno Kaspar. Schweizer Fernsehen DRS. 1981.
- Wie kommt das Salz ins Meer. Regie: Peter Beauvais. ARD. 1988.